# Heliconia carajaensis
Heliconia carajaensis är en enhjärtbladig växtart som beskrevs av Humberto de Souza Barreiros. Heliconia carajaensis ingår i släktet Heliconia och familjen Heliconiaceae. Inga underarter finns listade.